# 德意志銀行雙塔
德意志銀行雙塔（德语：Zwillingstürme der Deutschen Bank或Hauptverwaltung Deutsche Bank AG），簡稱「德銀雙塔」，是兩座位於德国法兰克福市區的双塔摩天大厦，是德意志銀行的總部。（註：德意志銀行是商業銀行。有關德國的中央銀行，參見德意志聯邦銀行。）雙塔皆屬於德銀，高度为155米（509英尺） 。双塔有时被当地人戲稱為「借方與貸方」(德语: Soll und Haben)，即每一筆金融交易所產生記錄的雙方。

## 概述
德銀双塔在1979年开始建设，1984年落成。 双塔的建筑高度为155米高、西塔40层高、東塔38层高、地下4階低。占地面積为約6万平方米（645,834平方英尺）。

## 地理位置
德银雙塔坐落在威斯登区、班荷福斯威尔德尔区和因尼斯坦特区交界，附近有許多公园例如(Wallanlagen)和Opernplatz。该区域成为法兰克福班荷福斯威尔德尔区的中心商业区。